# Kingsley Fumunyuy Njoka
Kingsley Fumunyuy Njoka est un journaliste camerounais.   

## Biographie

### Origine
Kingsley Fumunyuy Njoka est originaire de Kumba, une ville de la région du Sud-Ouest du Cameroun. 

### Carrière et détention
Kingsley Fumunyuy Njoka est un journaliste indépendant travaillant au Cameroun. Il est accusé de « sécession », soupçonné de parrainer les séparatistes anglophones, arrêté et détenu pendant 28 jours au Secrétariat d'État à la Défense (SED) et détenu à la prison centrale de Kondengui pendant plusieurs mois à Yaoundé,. Reporters sans frontières (RSF) et d'autres organisations dénoncent son arrestation,,,,,,,.
Il se plaint de torture et porte plainte contre sa détention,,. La SNJ dénonce sa disparition après son arrestation par des hommes armés le 15 mai 2020 dans le quartier de Bonabéri à Douala. Il est placé en détention provisoire le 12 juin 2020.

## Vie privée
Kingsley Fumunyuy Njoka est marié.